# آیه باراسکوی
شهر آیه باراسکوی در استان آتیک در کشور یونان واقع شده است که دارای جمعیت ۶۲٬۶۹۵  نفر می‌باشد.